# Kjell Erik Øie
Kjell Erik Øie (sinh ngày 2 tháng 3 năm 1960) là một chính trị gia Na Uy cho Đảng Lao động.
Ông tốt nghiệp y tá tại trường cao đẳng y tá ở Sør-Trøndelag năm 1984, và làm y tá tại Radiumhospitalet từ năm 1984 đến 1988. Sau đó, ông làm việc một năm trong một ủy ban vì sức khỏe của người đồng tính. Từ 1987 đến 1991, ông chủ trì tổ chức quyền đồng tính Det Norske Forbund av 1948, và từ 1988 đến 1993, ông vận động cho Đạo luật Hợp tác.
Ông làm việc tại thành phố Oslo từ năm 1989 đến năm 1992, tại trung tâm điều trị từ năm 1992 đến năm 1995 và tại Ủy ban Giám sát Y tế Na Uy từ năm 1995 đến năm 2000. Ông cũng là thành viên hội đồng quản trị của Trung tâm năng lực Na Uy từ năm 1997 đến năm 2000 và Tổ chức Y tá Na Uy từ năm 1998 đến năm 1999. Từ năm 1999 đến 2003, ông phục vụ một nhiệm kỳ với tư cách là thành viên được bầu của hội đồng thành phố Oslo. Trong Nội các đầu tiên của Stoltenberg, từ năm 2000 đến 2001, ông là cố vấn chính trị của Bộ Trẻ em và Gia đình.
Khi Nội các thứ hai của Stoltenberg nhậm chức sau cuộc bầu cử năm 2005, Øie được bổ nhiệm làm Bộ trưởng Ngoại giao trong Bộ Trẻ em và Bình đẳng. Ông rời văn phòng vào tháng 3 năm 2009. Ông cũng từng là phó đại diện của Quốc hội Na Uy từ Oslo trong nhiệm kỳ 2005–2009. Tổng cộng ông đã gặp nhau trong 13 ngày của phiên họp quốc hội.  Tháng 6 năm 2012, ông trở lại làm Bộ trưởng Ngoại giao, lần này là ở Bộ Y tế và Dịch vụ Chăm sóc.
Trong các nhiệm kỳ nội các của mình, ông làm trưởng phòng trong Church City Mission từ 2002 đến 2005 và giám đốc chương trình tại Plan Norge từ 2009 đến 2012. Ông đã chủ trì Hudøy Feriekoloni và Ecolabelling Na Uy, và là thành viên hội đồng quản trị của Rachel Grepp Foundation và Home Start Norge. Từ năm 2011 đến 2012, ông đã lãnh đạo ủy ban cung cấp Báo cáo chính thức Na Uy 1:2012 về trường mẫu giáo.